# Nagy János (szobrász)
Nagy János (Rákosszentmihály, 1935. június 17. – ?, 2021. március 18.) magyar szobrász- és éremművész. 2005-től a Magyar Művészeti Akadémia tagja.

## Életpályája
Felsőfokú képzőművészeti tanulmányokat a Pozsonyi Képzőművészeti Főiskolán folytatott (1954–1961), ahol mesterei Fraňo Štefunko és Rudolf Pribiš voltak. Besztercebányán (1961–1966), majd Nyitrán (1968–1970) tanított. Alkotói műhelyeit gyakran változtatta, Komáromban (1965–1972), Helembán (1972–1981), Almáson (1981–1984), majd 1984 óta Hetényben él. Művésztelepek gyakori vendége, többek közt járt Hajdúböszörményben (1974), Nyíregyházán (1973), Sóstón.. Bekapcsolódott a csehszlovákiai, majd a szlovákiai magyar képzőművészeti életbe. Tagja volt a Csehszlovákiai Magyar Képzőművészeti Társaságnak (1990–1995), majd a Szlovákiai Magyar Képzőművészeti Társaság elnöki tisztét töltötte be. Kapcsolódott művészeti csoportosulásokhoz, köztük Európa 24, Hungária 24 (1994), majd az Ősiség és Modernség (1994) nevezetű csoportokhoz.
Tanulmányai során a realista és a neoklasszicista stílusú szobrászatot sajátította el, de hamarosan a 20. században elterjedt absztrakt művészeti irányzat felé fordult figyelme, azonban alapvetően megmaradt az alakos ábrázolás mellett. Köztéri alkotásai Szlovákia déli vidékein a magyarok által lakott területeket díszítik. Motívumkincseit a keresztény vallásosságból, az irodalomból, a történelemből, a pre-hellenisztikus kultúrából (az ehhez kapcsolódó Pablo Picasso, Henry Moore művészete e ponton érintette) és saját indentitás-kereséséből merítette. Legkiemelkedőbb és legelismertebb kincseket az éremművészet terén alkotott, gyakran szerepelt a FIDEM (Fédération Internationale de la Médaille d'Art) nemzetközi éremkiállításain. Leggyakoribb anyag, amelyből dolgozik, a fa és a bronz, köztéri alkotásai gyakran készültek kőből és vörösréz lemezből, ritkán márványból.
Műveit számos közgyűjtemény őrzi, a szlovákiai dunaszerdahelyi, komáromi, pozsonyi, érsekújvári, lévai múzeumok. Magyarországon a hajdúböszörményi Hajdúsági Múzeum, a nyíregyházi Jósa András Múzeum őriz tőle alkotásokat, de található műve a Vatikáni Gyűjteményben, Rómában is. Küzdelmeim című jubileumi kiállítása 2010. december 10-től 2011. január 25-ig volt megtekinthető a szlovákiai Komárom Limes Galériájában.
2015-ben a Felvidékről visszatért Magyarországra, és idős napjait a tatai önkormányzat által rendelkezésére bocsátott Vaszary-villában töltötte.

## Kiállításai (válogatás)[5]

### Egyéni
- 1965 • Szenc
- 1967 • Dunaszerdahely
- 1978 • Dunaszerdahely
- 1979 • Érsekújvár, Ipolyság
- 1980 • DMM, Komárom (Csehszlovákia) (katalógussal)
- 1984 • CSM, Dunaszerdahely Almási Róberttel
- 1988 • Nagykürtös [Helena Košútovával]
- 1990 • Gorkij u.-i Kiállítóterem, Pozsony (katalógussal)
- 1993 • Balassa Bálint Múzeum, Esztergom (katalógussal)
- 1995 • Csepel, Budapest
- 1998 • Vác
- 2000 • Nádor Galéria, Komárom (Szlovákia) • Pestszentimrei Közösségi Ház

### Csoportos
- 1961 • Fiatal művészek vándorkiállítása, Ekecs • Gombaszög
- 1965 • Kisplasztika- és rajzkiállítás, Pozsony
- 1967 • HÍD, Dunaszerdahely
- 1971 • Szlovákiai emlékművek kiállítása, Pozsony
- 1973-1974 • Csehszlovák éremművészet, Párizs
- 1975 • Pöstyéni parkok szoborkiállítása, Pöstyén
- 1983 • Kortárs szlovák érem, Körmöcbánya, Csehszlovák érmek és plakettek, vándorkiállítás • Bulgária, Német Demokratikus Köztársaság, Szovjetunió, Magyarország, Lengyelország
- 1986 • Pöstyéni parkok szoborkiállítása, Pöstyén
- 1987 • Pöstyéni parkok szoborkiállítása, Pöstyén • Kortárs szlovák érem, Körmöcbánya
- 1989 • Kortárs csehszlovák kisplasztika Biennálé, Trencsén
- 1990 • CsMKT 1. csoportos kiállítás, DMM, Komárom (Csehszlovákia)
- 1991 • CsMKT 1. csoportos kiállítás, Csehszlovák Kultúra Háza, Budapest • Pápa • Időben és térben, Dunaszerdahely • Duna Galéria, Budapest
- 1992 • Európa 24, Szombathely • Hommage à Gyula Szabó, NG, Losonc
- 1993 • Körmöcbánya • Hungária 24, Debrecen
- 1994 • Győr • Hungária 24, Bécs • Magyar Akadémia Galéria, Róma • Torino
- 1995 • Europa 24, Erfurt

### FIDEM-kiállítások
- 1971 • Köln
- 1973 • Helsinki
- 1975 • Krakkó
- 1977 • Budapest
- 1979 • Lisszabon
- 1981 • Firenze

## Köztéri alkotásai (válogatás)

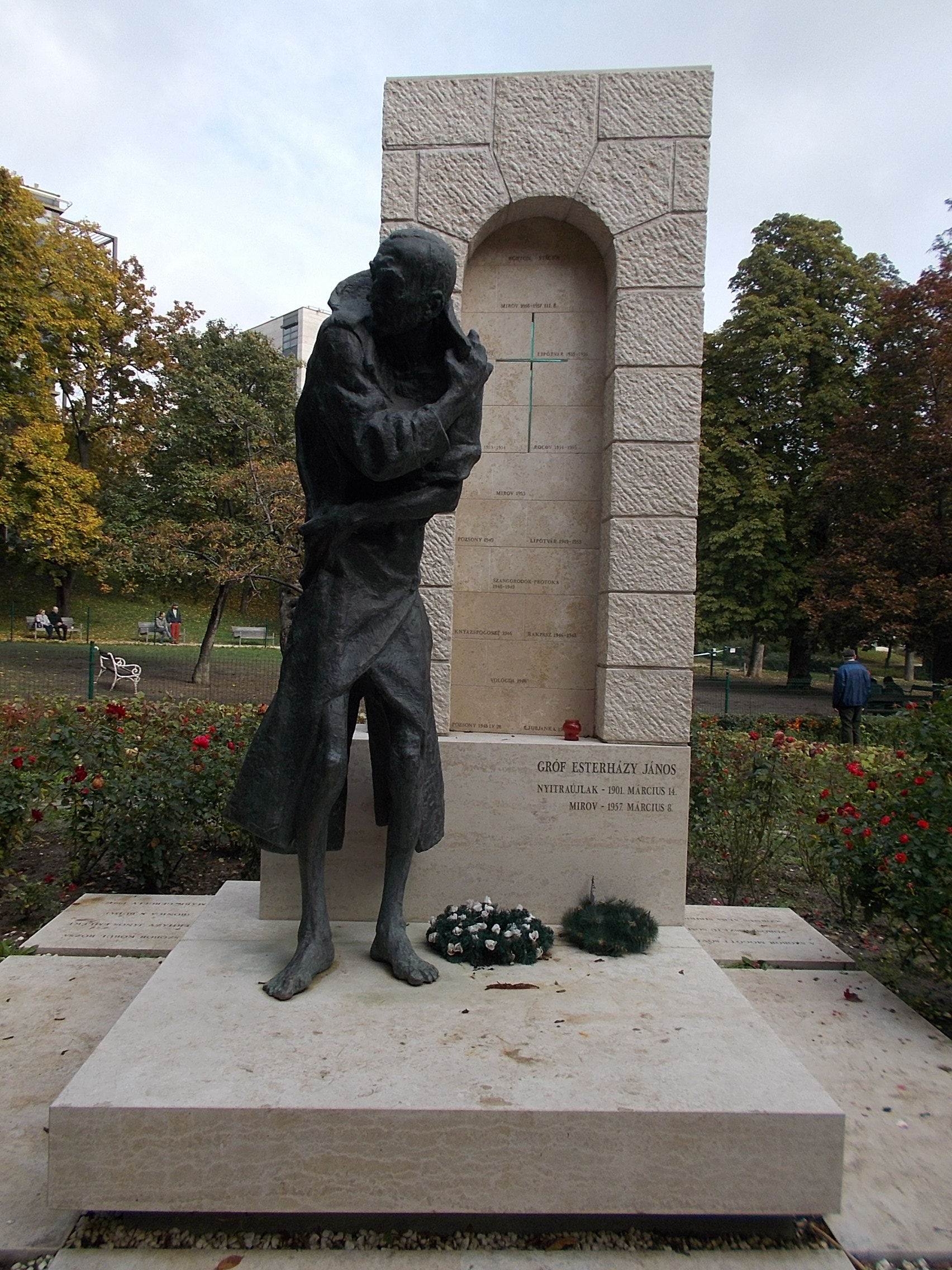
Gróf Esterházy János szobra (2005; bronz; Budapest)

- Elsős (műkő, 1959, Komárom, Csehszlovákia)
- Árvízi emlékmű (kő, 1967, Gúta)
- Mártíremlékmű (hegesztett vörösréz lemez, 1969, Dunaszerdahely)
- Család (hegesztett vörösréz lemez, 1973, Komárom Csehszlovákia, Május 1. tér)
- Szökőkút (epoxi, 1974, Komárom Csehszlovákia, a vasútállomás előtt)
- Anyaság (kő, 1977, Párkány)
- Memento (domborított és hegesztett vörösréz lemez, 1981, Hortobágy)
- Kodály Zoltán (bronz, 1982, Galánta)
- Nagymama (kőszobor, 1985, Léva)
- Gitáros nő (kőszobor, 1987, Fülek)
- Esterházy János-emléktábla (bronz, 1991, Budapest)
- II. világháborús emlékmű (1991, Ipolyszakállos; 1992, Ipolybalog; 1993, Nagycétény; 1994, Málas)
- Csontváry-emléktábla (bronz, 1993, Kisszeben)
- Sírbatétel (vörösréz lemez, 1992, Ipolybalog)
- Szenczi Molnár Albert (márvány, 1995, Szenc)
- Bulcsu (vörösréz lemez, 1997, Búcs).
- IV. Béla király és családja (bronz dombormű, 2000, Esztergom)
- Az aradi vértanúk révkomáromi emlékműve (mészkő, márvány, 2004, Révkomárom)

## Díjak, elismerések
- Esterházy János-díj (1994)
- A Magyar Köztársaság elnökének aranyérme (2000)
- A Magyar Köztársasági Érdemrend lovagkeresztje (2001)
- A Szlovák Köztársaság Aranyplakettje (2002)
- Posonium Irodalmi és Művészeti Életműdíj (Szlovákia, 2003)
- Szervátiusz Jenő-díj (2009)

## Kapcsolódó információk
- Nagy János / összeáll. és a bev. tanulmányt írta Kerékgyártó István. Dunaszerdahely : Lilium Aurum, 1997. 110 p. : ill. ISBN 80-85704-73-0
- Nagy János album / közrem. Koncsol László. Šamorín : Méry Ratio, 2009. 143 p. : ill, színes.